# Mega Man X-serien
Mega Man X är en serie datorspel. De är en uppföljande serie till Mega Man-serien och utspelar sig runt 100 år senare.

## Handling
Mega Man X serien utspelar sig 100 år efter den klassiska serien. Dr. Light har varit död i runt 30 år och hans gamla labb är nu i ruiner. Under tiden som Mega Man slogs mot Dr. Wily började Dr. Light i hemlighet att börja arbeta på en helt ny robot, en robot som skulle vara mycket mer avancerad. Han döpte sitt projekt till "X", och efter en lång tids arbetande blev han äntligen klar. Men arbetet tog också på krafterna, och Dr. Light började dessutom bli till åren. Han var mycket nöjd med sin nya skapelse, men började snart fundera på riskerna av att väcka upp den. Efter mycket noggranna funderingar bestämde han sig till slut att inte väcka upp roboten, eftersom han visste att om något hade gått fel under utvecklingen av roboten så skulle den kunna bli det största hotet världen någonsin har skådat.
Istället valde Dr. Light att söva ner roboten i en kapsel, och lämnade ett meddelande med kapseln till den som någon gång i framtiden valde att öppna den. 100 år senare är labbet som sagt helt i ruiner, men kapseln är i princip samma skick nu som då. En man vid namn Dr. Cain finner kapseln under en utgrävning av labbet, och när han försöker öppna den dyker ett holografiskt meddelande från Dr. Light upp. Han berättar att robotens namn är Mega Man X, och att han är den förste robot någonsin som kan tänka, känna och ta egna beslut. Men han berättade också om riskerna kring X, då han visste att X skulle bli otroligt svår att besegra om något skulle gå fel.
Väl medveten om varningen väcker Dr. Cain upp X, och upp ur kapseln stiger något som han aldrig tidigare skådat. Designen av X är så otroligt detaljerad och genomtänkt, och det verkar nästan som om X är mer än bara en robot. Dr. Cain blir så fascinerad av X att han börjar studera hans design närmare, och snart börjar han bygga egna robotar baserade på X design. Snart hade han byggt massvis av nya robotar, och gav dem det gemensamma namnet Reploids, och snart började dessa Reploids att massproduceras. Tanken var att de skulle leva och arbeta ihop med människor i fred, och att de skulle lära av varandra. Världen började bli mer avancerad, och snart var allting uppbyggt av högt avancerad teknologi. Allt såg ut att gå enligt planerna, tills en dag.
Sigma, en av Dr. Cains första och starkaste Reploids, får in en rapport om en mystisk källa ute i öknen. Han beger sig dit och finner där ett övergivet gammalt labb. Väl inne finner han än mystisk röd robot som precis verkar ha aktiverats. Utan förvarning börjar roboten attackera Sigma, som inte viker sig för motstånd. Efter en lång våldsam strid står slutligen Sigma som segrare, tack vare att han krossat kristallen i robotens panna. Svårt skadad återvänder han med roboten till högkvarteret och börjar repareras. Även roboten repareras, och snart får man veta att dess namn är Zero. Ingen vet var Zero kommer ifrån, inte ens han själv. Zero visar snart prov på goda stridskunskaper, och anlitas snabbt av Maverick Hunters, samma styrka som Sigma är medlem i. Där blir han partner med Mega Man X, och de blir snabbt bästa vänner. Tillsammans utkämpar de många brott på bästa möjliga sätt, och blir snabbt en nyckelduo i Maverick Hunters kamp mot brottsligheten.
Brotten må ha varit många, men inte speciellt svåra, förrän plötsligt en dag. Flera väldigt starka Reploids börjar anfalla staden successivt, men ingen vet varför. X och Zero skickas ut för att ta reda på varför, och efter mycket letande får de äntligen reda på svaret. Sigma ligger bakom hela upploppet, och han har lyckats bygga en armé av onda Reploids, kallade Mavericks, i hemlighet. Ingen vet varför, men en sak är säker; han och hans armé måste stoppas. X och Zero står nu inför sina livs öden; att för evigt slåss och skydda världen från Sigma och hans oändliga armé av Mavericks.

## Lista över Mega Man X spel
- Mega Man X (SNES / PC)
- Mega Man X2 (SNES)
- Mega Man X3 (SNES / PlayStation / Sega Saturn)
- Mega Man X4 (PlayStation / PC / Sega Saturn)
- Mega Man X5 (PlayStation / PC)
- Mega Man X6 (PlayStation)
- Mega Man X7 (PlayStation 2)
- Mega Man X8 (PlayStation 2)
- Mega Man X Command Mission (PlayStation 2 / GameCube)
- Mega Man Xtreme (Game Boy Color)
- Mega Man Xtreme 2 (Game Boy Color)
- Mega Man Maverick Hunter X (PlayStation Portable)

### Fotnoter
1. ↑  ”Mega Man / Rockman X series” (på engelska). Mobygames. http://www.mobygames.com/game-group/mega-man-rockman-x-series. Läst 17 maj 2015.